# Bergzicht
De windmolen Bergzicht staat in Gassel in de Noord-Brabantse gemeente Land van Cuijk. Hij dankt zijn naam aan het uitzicht die de molenberg vroeger bood op de Mookse berg, die nu door boomgroei aan het zicht onttrokken is. De molen zelf valt door diezelfde begroeiing nog nauwelijks op in het landschap.
De molen is gebouwd ter vervanging van een molen uit 1805 die in 1814 door de terugtrekkende Franse troepen is platgebrand.
Het is een achtkantige beltmolen uit 1817 op stenen voet; de bovenbouw is van hout en was oorspronkelijk met dakleer bekleed. Vanwege het ontbreken van diagonale verbindingen (veldkruisen) in het achtkant bleef het dakleer scheuren en daarom is bij een restauratie van 1963 het houten achtkant met riet gedekt. Het is de enige nog bestaande zuivere Brabantse achtkantmolen. De vlucht bedraagt 24,90 en 25,30 m.
Vroeger werd er ook schors gemalen, nu nog slechts koren. De maalvaardige korenmolen wordt thans door vrijwilligers bediend en kan bezichtigd worden op donderdagen van 10.00-15.00 uur.